# Hipotipoză
Hipotipoza este o figură de stil care sugerează prin intermediul epitetelor și al comparației imagini vizuale foarte vii.
Prin hipotipoză, lucrurile sunt descrise de parcă s-ar afla actual în fața privirilor naratorului.

## Definiții
Pierre Fontanier, fondatorul retoricii moderne, o definește astfel: 
„Hipotipoza zugrăvește lucrurile într-un mod atât de viu și de energic, încât ni le expune, într-un fel, privirii și face dintr-o povestire sau o descriere, o imagine, un tablou sau chiar o scenă animată.”
În „Structurile antropologice ale imaginarului” Gilbert Durand definește „felul în care structurile sintetice ale imaginației delimitează stilul hipotipozei. Repetarea imaginilor, și prin aceasta chiar reversibilitatea timpului, spulberă însuși conceptul de timp (...) hipotipoza, care prezentifică faptele trecute sau viitoare, e o figură de retorică ce traduce în sintaxă puterea fantastică a memoriei“.